# Gertrude van den Bergh
Anna Gertrude Elisabeth van den Bergh (* 21. Januar 1794 in Mülheim bei Köln; † 10. September 1840 in Den Haag) war eine deutsch-niederländische Pianistin, Chorleiterin und Komponistin.

## Leben
Ihre Eltern waren Hendrik van den Bergh, der aus den Niederlanden stammt, und dessen deutsche Frau Maria Theresia geb. Leydel. Bereits um 1802/03, als sie neun Jahre alt war, erschien eine Klaviersonate von ihr im Verlag J. J. Hummel in Berlin. Zwischen 1806 und 1811 erhielt sie in Köln oder Bonn Klavierunterricht bei Ferdinand Ries sowie „von dem Kapellmeister Burgmüller Unterricht in den Regeln der Komposition“.
Zwischen 1811 und 1818 ließ sich ihre Familie in Den Haag nieder, wo sie sich bald einen Namen als exzellente Pianistin machte. Sie galt insbesondere als Beethoven-Spezialistin, setzte sich aber als eine der Ersten in den Niederlanden auch für die Wiederbelebung der Werke von Johann Sebastian Bach ein.
Johann Nepomuk Hummel widmete ihr 1824 seine Trois amusements en forme de caprices op. 105 für Klavier solo.
1830 wurde sie Ehrenmitglied der „Maatschappij tot Bevordering der Toonkunst“, obwohl Frauen die Mitgliedschaft eigentlich untersagt war.
Große Aufmerksamkeit erregte Gertrude van den Berghs Mitwirkung beim Den Haager Musikfest am 16./17. Oktober 1834. Sie leitete hier den „Zanggenootschap van Den Haag“, einen Chor aristokratischer junger Mädchen, und trat selbst als Altistin auf.
Ab 1836 vervollkommnete sie ihre Studien bei Carel Ferdinand Hommert (1811–1838), und nach dessen Tod bei Alfred Julius Becher (1803–1848), Lehrer am Koninklijk Conservatorium Den Haag, der sie in Kontrapunkt unterrichtete.
Nach längerem Leiden starb sie am 10. September 1840 an Brustkrebs.